# Хан Йо Хан
Хан Йо Хан (кор. 한요한, нар. 3 грудня 1991, Сеул, Південна Корея) — південнокорейський репер і композитор. Він випустив свій дебютний мініальбом Selfmade 21 травня 2015 року. Репер відомий завдяки пісні «Dding», яку він виконує разом із Jvcki Wai, Young B та Osshun Gum.

## Дискографія

### Студійні альбоми
| Назва                                                                            | Деталі альбому                                                                    | Пікові позиції у чартах | Продажі                 |
| Назва                                                                            | Деталі альбому                                                                    | KOR                     | Продажі                 |
| -------------------------------------------------------------------------------- | --------------------------------------------------------------------------------- | ----------------------- | ----------------------- |
| Exiv (엑시브)                                                                    | - Реліз: 9 березня 2019 - Лейбл: Just Music - Формат: CD, цифрове завантаження    | 31                      | - Південна Корея: 1,772 |
| Spirit Bomb (원기옥)                                                             | - Реліз: 28 березня 2020 - Лейбл: Just Music - Формат: CD, цифрове завантаження   | 44                      | - Південна Корея: 2,069 |
| Han Yo Han (초희귀종)                                                            | - Реліз: 14 вересня 2021 - Лейбл: Just Music - Формат: CD, цифрове завантаження   | 49                      | Н/Д                     |
| Time Machine                                                                     | - Реліз: 10 листопада 2022 - Лейбл: Just Music - Формат: CD, цифрове завантаження | —                       | Н/Д                     |
| «—» релізи, що не потрапили у чарти або не були випущені у відповідних регіонах. |                                                                                   |                         |                         |

### Мініальбоми
| Назва                                                                            | Деталі                                                                            | Пікові позиції у чартах | Продажі |
| Назва                                                                            | Деталі                                                                            | KOR                     | Продажі |
| -------------------------------------------------------------------------------- | --------------------------------------------------------------------------------- | ----------------------- | ------- |
| Selfmade                                                                         | - Реліз: 21 травня 2015 - Лейбл: GRDL - Формат: CD, цифрове завантаження          | —                       | Н/Д     |
| 911                                                                              | - Реліз: 19 травня 2016 - Лейбл: Canent - Формат: CD, цифрове завантаження        | —                       | Н/Д     |
| Musashi (기타 멘 무사시)                                                         | - Реліз: 30 листопада 2016 - Лейбл: Just Music - Формат: CD, цифрове завантаження | —                       | Н/Д     |
| The Blade Dance (칼춤)                                                           | - Реліз: 15 травня 2017 - Лейбл: Just Music - Формат: CD, цифрове завантаження    | —                       | Н/Д     |
| Musashi 2 (기타 멘 무사시2)                                                      | - Реліз: 12 лютого 2018 - Лейбл: Just Music - Формат: CD, цифрове завантаження    | —                       | Н/Д     |
| Dragon Bike (청룡쇼바)                                                           | - Реліз: 12 серпня 2018 - Лейбл: Just Music - Формат: CD, цифрове завантаження    | —                       | Н/Д     |
| Stuck Together (외나무다리) з Swings                                             | - Реліз: 6 липня 2019 - Лейбл: Just Music - Формат: CD, цифрове завантаження      | —                       | Н/Д     |
| «—» релізи, що не потрапили у чарти або не були випущені у відповідних регіонах. |                                                                                   |                         |         |

### Сингли
| Назва                                                                            | Рік                    | Пікові позиції у чартах | Пікові позиції у чартах | Альбом                 |
| Назва                                                                            | Рік                    | Gaon                    | Hot                     | Альбом                 |
| Як головний виконавець                                                           | Як головний виконавець | Як головний виконавець  | Як головний виконавець  | Як головний виконавець |
| -------------------------------------------------------------------------------- | ---------------------- | ----------------------- | ----------------------- | ---------------------- |
| «Good Girl» feat. Verbal Jint, Jihyun                                            | 2015                   | —                       | —                       | Selfmade               |
| «Fire» feat. Microdot, Isle                                                      | 2016                   | —                       | —                       | 911                    |
| «Super Saiyan» feat. Black Nut                                                   | 2017                   | —                       | —                       | Musashi                |
| «Hookzap2» (훅잽이)                                                              | 2017                   | —                       | —                       | Сингли поза альбомом   |
| «Workroom» (작업실) feat. Woo Hye-mi                                             | 2017                   | —                       | —                       | The Blade Dance        |
| «Bumper Car» (범퍼카)                                                            | 2018                   | —                       | —                       | Musashi 2              |
| «Movie Theater» (영화관) feat. Choi LB                                           | 2018                   | —                       | —                       | Musashi 2              |
| «Helicoper» (헬리콥터)                                                           | 2018                   | —                       | —                       | Сингли поза альбомом   |
| «Mood Maker» feat. Changmo, Justhis, Giriboy                                     | 2018                   | —                       | —                       | Dragon Bike            |
| «Don't Worry» (걱정마)                                                           | 2018                   | —                       | —                       | Сингли поза альбомом   |
| «Broken Pieces» (산산조각)                                                       | 2019                   | —                       | —                       | Сингли поза альбомом   |
| «Fire Flower» (불꽃)                                                             | 2019                   | —                       | —                       | Сингли поза альбомом   |
| «Routine» (반복)                                                                 | 2020                   | —                       | —                       | Сингли поза альбомом   |
| «400km» feat. Kid Milli                                                          | 2020                   | —                       | —                       | Spirit Bomb            |
| «All In» (올인) feat. Paul Blanco, Changmo                                       | 2020                   | —                       | —                       | All In                 |
| «Humidifier» (가습기)                                                            | 2021                   | —                       | —                       | Сингли поза альбомом   |
| «This Is Me» (이게 나야)                                                         | 2021                   | —                       | —                       | Han Yo Han             |
| «Bucket List» (버킷리스트) feat. Skinny Brown                                    | 2022                   | —                       | —                       | Time Machine           |
| «Monday to Sunday» (월화수목금토일) feat. Kim Seung-min                          | 2022                   | —                       | —                       | Time Machine           |
| Колаборації                                                                      |                        |                         |                         |                        |
| «Dding» (띵) prod. Giriboy з Jvcki Wai, Young B, Osshun Gum                      | 2019                   | 3                       | 4                       | Сингли поза альбомом   |
| «Whistle» (호루라기) with Swings                                                 | 2019                   | —                       | —                       | Stuck Together         |
| «Fake Rock Star» with Swings feat. No:el                                         | 2019                   | —                       | —                       | Stuck Together         |
| «Usain Bolt» (우사인볼트) with Swings feat. Young B                              | 2019                   | —                       | —                       | Stuck Together         |
| «—» релізи, що не потрапили у чарти або не були випущені у відповідних регіонах. |                        |                         |                         |                        |